# 上中山村
上中山村（かみなかやまそん）は、鳥取県東伯郡にあった村。現在の西伯郡大山町の一部にあたる。

## 地理
甲川の流域に開ける扇状地に位置し、東西は山が連なっていた。

## 歴史
- 1889年（明治22年）10月1日、町村制の施行により、八橋郡羽田井村、束積村、八重村、樋口村、石井垣村、退休寺村が合併して村制施行し、上中山村が発足[1][2]。旧村名を継承した羽田井、束積、八重、樋口、石井垣、退休寺の6大字を編成[2]。
- 1896年（明治29年）4月1日、郡の統合により東伯郡に所属[2]。
- 第二次世界大戦後、萩原・報国に外地からの引揚者の入植により人口が急増した[2]。
- 1955年（昭和30年）4月1日、東伯郡下中山村と合併し中山村を新設して廃止された[1][2]。合併後、中山村大字羽田井・束積・八重・樋口・石井垣・退休寺となる[2]。

## 産業
- 農業[2]、林業[3]
- 産物：米、麦[2]